# Seleção do NBB
O prêmio de Seleção do NBB é dado aos cinco melhores jogadores da temporada do NBB. o prêmio é dado desde a primeira temporada do NBB, em 2009. O prêmio é dado ao final da temporada, na festa de premiação do campeonato, um dia após o jogo final dos Playoffs. Antes do evento, três candidatos são anunciados e durante o evento o vencedor é escolhido.

## Vencedores
| ^                    | Indica um jogador que continua ativo no NBB                              |
| *                    | Eleito para o Naismith Memorial Basketball Hall of Fame                  |
| Jogador (X)          | Indica o número de vezes que o jogador foi nomeado para a Seleção do NBB |
| Jogador (em negrito) | Indica o jogador que venceu o NBB Most Valuable Player no mesmo ano      |

| Temporada | Seleções                  | Seleções          | Ref.  |
| Temporada | Jogadores                 | Times             | Ref.  |
| --------- | ------------------------- | ----------------- | ----- |
| 2009      | Murilo Becker^            | Minas             | [ 1 ] |
| 2009      | Marcelinho Machado^       | Flamengo          | [ 1 ] |
| 2009      | Rafael "Baby" Araújo      | Flamengo          | [ 1 ] |
| 2009      | Alex Garcia^              | Lobos Brasília    | [ 1 ] |
| 2009      | Larry Taylor^             | Bauru             | [ 1 ] |
| 2009–10   | Guilherme Giovannoni^     | Lobos Brasília    | [ 2 ] |
| 2009–10   | Marcelinho Machado^ (2)   | Flamengo          | [ 2 ] |
| 2009–10   | Murilo Becker^ (2)        | Minas             | [ 2 ] |
| 2009–10   | Alex Garcia^ (2)          | Lobos Brasília    | [ 2 ] |
| 2009–10   | Fulvio^                   | São José          | [ 2 ] |
| 2010–11   | Guilherme Giovannoni^ (2) | Lobos Brasília    | [ 3 ] |
| 2010–11   | Marquinhos^               | Pinheiros         | [ 3 ] |
| 2010–11   | Murilo Becker^ (3)        | São José          | [ 3 ] |
| 2010–11   | Alex Garcia^ (3)          | Lobos Brasília    | [ 3 ] |
| 2010–11   | Larry Taylor^ (2)         | Bauru             | [ 3 ] |
| 2011–12   | Guilherme Giovannoni^ (3) | Lobos Brasília    | [ 4 ] |
| 2011–12   | Marquinhos^ (2)           | Pinheiros         | [ 4 ] |
| 2011–12   | Murilo Becker^ (4)        | São José          | [ 4 ] |
| 2011–12   | Alex Garcia^ (4)          | Lobos Brasília    | [ 4 ] |
| 2011–12   | Fúlvio^ (2)               | São José          | [ 4 ] |
| 2012–13   | Rafael Mineiro^           | Pinheiros         | [ 5 ] |
| 2012–13   | Robert Day^               | Uberlândia        | [ 5 ] |
| 2012–13   | Caio Torres^              | Flamengo          | [ 5 ] |
| 2012–13   | Marquinhos^ (3)           | Flamengo          | [ 5 ] |
| 2012–13   | Fúlvio de Assis^ (3)      | São José          | [ 5 ] |
| 2013–14   | Paulão^                   | Franca            | [ 6 ] |
| 2013–14   | Jefferson Willian^        | São José          | [ 6 ] |
| 2013–14   | Marquinhos^ (4)           | Flamengo          | [ 6 ] |
| 2013–14   | David Jackson^            | Limeira           | [ 6 ] |
| 2013–14   | Nicolás Laprovittola      | Flamengo          | [ 6 ] |
| 2014–15   | Rafael Hettsheimeir       | Bauru             | [ 7 ] |
| 2014–15   | Guilherme Giovannoni^ (4) | Lobos Brasília    | [ 7 ] |
| 2014–15   | Marquinhos^ (5)           | Flamengo          | [ 7 ] |
| 2014–15   | Alex Garcia^ (5)          | Bauru             | [ 7 ] |
| 2014–15   | Ricardo Fischer           | Bauru             | [ 7 ] |
| 2015–16   | Caio Torres^ (2)          | Paulistano        | [ 8 ] |
| 2015–16   | Rafael Hettsheimeir (2)   | Bauru             | [ 8 ] |
| 2015–16   | Marquinhos^ (6)           | Flamengo          | [ 8 ] |
| 2015–16   | Alex Garcia^ (6)          | Bauru             | [ 8 ] |
| 2015–16   | Davi Rossetto^            | Basquete Cearense | [ 8 ] |
| 2016–17   | Fúlvio^ (3)               | Lobos Brasília    | [ 9 ] |
| 2016–17   | Alex Garcia^ (7)          | Bauru             | [ 9 ] |
| 2016–17   | Desmond Holloway^         | Pinheiros         | [ 9 ] |
| 2016–17   | Jefferson William^ (2)    | Bauru             | [ 9 ] |
| 2016–17   | Lucas Mariano^            | Lobos Brasília    | [ 9 ] |

## Ligações Externas
- Página Oficial do NBB